# Paratico
Paratico là một đô thị thuộc tỉnh Brescia trong vùng Lombardia ở Ý. Đô thị này có diện tích 6 km², dân số 3441 người.
Đô thị này giáp với các đô thị sau: Adro, Capriolo, Credaro, Iseo (Italie), Sarnico, Villongo.